# Star Wars (jeux de rôle)
Pour les articles homonymes, voir Star Wars (homonymie).
Des jeux de rôle sur table ont été tirés de la saga Star Wars. La licence a été accordée à plusieurs éditeurs.

## Star Wars D6 (WEG, 1987)
Le premier jeu de rôle pour jouer dans l'univers de Star Wars est édité par West End Games en 1987 à New York ; il est traduit en France l'année suivante par Jeux Descartes, Paris, sous le nom Star Wars — La Guerre des étoiles,,. Le système de jeu de ce premier jeu de rôle de Star Wars voit le jour à l'occasion du dixième anniversaire de la sortie en salles de la saga (comme cela est indiqué sur son quatrième de couverture). Il utilise exclusivement des dés à six faces. Il connaît deux éditions, en 1987 et en 1992, ainsi qu'une deuxième édition révisée en 1996. Son système de dés à six faces donne naissance au d6 System et le jeu finit par être surnommée a posteriori Star Wars D6.
Le jeu de rôle Star Wars privilégie l'action de toute sorte et il est rare que les personnages restent longtemps sans qu'un nouvel arrivant, une nouvelle menace ou bien un événement imprévu vienne perturber leur oisiveté. Les règles essaient d'être simples et efficaces avec parfois une légère perte de « réalisme », si tant est que cela ait un sens, même si des règles plus ou moins optionnelles — intégrées au livre de base — permettent de gérer plus précisément les actions des joueurs.
Connaître l'univers de La Guerre des étoiles permet de bien visualiser le monde de jeu et il paraît clair que les créateurs ont pensé que les joueurs ont vu les films avant de jouer. Ce présupposé peut dérouter les joueurs ne les ayant pas vus. La gamme d'extensions est très vaste et permet de mettre l'accent sur de nombreux points qui ne sont qu'évoqués dans les films.

### Liste des livres

#### Livre des règles (1ère édition)
- Star Wars : La guerre des étoiles - Le jeu de rôle (jan. 1988)

#### Livre des règles (2ème édition)
- Star Wars : Le jeu de rôle de la guerre des étoiles - Seconde édition (oct. 1993)
- Star Wars : Le jeu de rôle de la guerre des étoiles - Seconde édition, Révisée et développée (1997)

#### Suppléments[4],[5]
- Star Wars : La guerre des étoiles - Le guide (jan. 1988)
- Star Wars : Chasse à l'homme sur Tatooine (jan. 1989)
- Star Wars : Commando : Shantipole (jan. 1989)
- Star Wars : Matériel de campagne (jan. 1990)
- Star Wars : Le guide de l'empire (sept. 1990)
- Star Wars : La bataille du Soleil d'Or (jan. 1991)
- Star Wars : Le guide de l'alliance rebelle (oct. 1991)
- Star Wars : Outrespace (avr. 1991)
- Star Wars : Supplément aux règles (juil. 1991)
- Star Wars : L'étoile de la mort - Dossier Technique (jan. 1992)
- Star Wars : L'enlèvement (jan. 1992)
- Star Wars : Les récupérateurs (mars 1992)
- Star Wars : Pluie d'étoiles (mars 1992)
- Star Wars : Le domaine du mal (juin 1992)
- Star Wars : Manuel d'Instruction du général Cracken (juin 1992)
- Star Wars : Les coordonnées d'Isis (jan. 1993)
- Star Wars : Crise dans la Cité des Nuages (sept. 1993)
- Star Wars : Le guide de la trilogie de la guerre des étoiles (jan. 1994)
- Star Wars : Meurtre dans la cité des profondeurs (aout 1994)
- Star Wars : Manuel du maître du jeu¨- Pour la seconde édition (jan. 1995)
- Star Wars : Cargos interstellaires (jan. 1995)
- Star Wars : L'écran du maître du jeu (avril 1995)
- Star Wars : Supernova (oct. 1995)
- Star Wars (La nouvelle république) : L'héritier de l'empire (jan. 1996)
- Star Wars (La nouvelle république) : Eclaireurs (jan. 1996)
- Star Wars : Fragments de la bordure extérieure (sept. 1996)
- Star Wars (La nouvelle république) : Morts ou vifs (jan. 1997)
- Star Wars (La nouvelle république) : La bataille des Jedi (jan. 1997)
- Star Wars (La nouvelle république) : Les étoiles jumelles de Kira (jan. 1997)

- Star Wars : Aventures Instantanées (juil. 1998)
- Star Wars : Guerriers des étoiles

### Liste des figurines (en)[6]

#### Boites de sets(10 figurines sauf mention contraire)
- 1988
  - Heroes of the rebellion (Collectors' set) - 40301
  - Imperial forces (Collectors' set) - 40302
  - Bounty hunters (Adventure set) - 40303
  - A new hope (Collectors' movie set) - 40304
- 1989
  - The empire strikes back (Collectors' movie set) - 40305
  - Return of the jedi (Collectors' movie set) - 40306
  - Stormtroopers (Adventure set) - 40307
  - Rebel characters - 40308
  - Mos Eisley cantina (Adventure set) - 40309
  - Jabba's palace (Adventure set) - 40310 (8 figurines)

- 1990
  - The rancor pit (Collectors' set) - 40311 (2 figurines)
  - Rebel troopers - 40312
  - Imperial troopers - 40313 (9 figurines)
  - Zero G assault troopers - 40314 (8 figurines)

#### Blisters (3 figurines)
- Heroes 1 - 40401 (1992)
- Heroes 2 - 40402 (1992)
- Stormtroopers 1 - 40403 (1992)
- Stormtroopers 2 - 40404 (1992)
- Rebels 1 - 40405 (1992)
- Rebel troopers 2 - 40406 (1992)
- Pilots and gunners - 40408 (1992)
- Stormtroopers 2 - 40409 (1992)
- Heavy blaster with imperial crew - 40410
- Imperial army troopers 1 - 40411
- Imperial navy troopers 1 - 40412
- Rebel troopers 3 - 40413
- Rebel commandos 1 - 40414
- Imperial officers - 40415
- Stormtroopers 4 - 40416
- Rebel commandos 2 - 40417
- Imperial army troopers 2 - 40418
- Imperial navy troopers 2 - 40419
- Bounty hunters 1 - 40420
- Rebel troopers 4 - 40421 (1992)
- Bounty Hunters 2 - 40422
- Droids - 40423
- Cloud city - 40424 (1992)
- The emperor - 40425
- Bounty hunters 3 - 40426 (1993)
- Denizens of Tatooine - 40427 (1993)
- Sandtroopers - 40428
- Aliens of the galaxy 1 - 40429
- Jedi knights - 40430 (1992)
- Snowtroopers - 40431
- Hoth rebels - 40432
- Scout troopers - 40433
- Rebel operatives - 40434
- Wookiees - 40435
- Mon Calamari - 40436
- Heir to the empire Villains - 40437
- Ewoks - 40438
- The Noghri - 40439
- Zero G - 40440 (1993)
- Skywalkers - 40441 (1993)
- Encounter on hoth - 40442 (1993)
- Aliens of the galaxy 2 - 40443
- Jabba The Hutt - 40444 (1993)
- Jabba' servants - 40445 (1993)
- Darkstryder 1 - 40446
- Darkstryder 2 - 40447
- Pirates - 40448
- Mos Eisley space station - 40449
- Gamorrean guards - 40450
- Mos Eisley cantina - 40451
- Darkstryder 3 - 40452
- Aliens of the galaxy 3 - 40453
- Mos Eisley cantina 2 - 40456

Véhicules
- Landspeeder - 40501 (1993)
- Imperial speeder bikes - 40502
- Rebel speeder bikes - 40503
- Storm skimmer - 40504 (1992)
- AT-PT - 40505
- Rebel snowspeeder - 40506
- Bantha with rider - 40507
- Tauntaun with rider - 40508

## Star Wars D20 (WotC, 2000)
En 1999, West End Games s'écroule et abandonne la licence que lui octroyait Lucas Licensing. La licence pour jeux de rôle est immédiatement reprise par Wizards of the Coast qui, en 2000, édite un nouveau jeu de rôle de Star Wars, s'appuyant cette fois sur les règles du D20 System, le système phare de la maison, il est adapté de la prélogie. plus particulièrement la Menace Fantôme  Ce deuxième jeu a donc été surnommée Star Wars D20.
En 2002, une édition révisée est éditée toujours chez Wizards of the Coast. Elle s'éloigne du système D20 de base (plus adapté à un monde médiéval fantastique), et sert de base à ce qui deviendra le D20 Modern, elle ajoute également des éléments de l'attaque des clones En 2007, une seconde édition voit le jour, intitulée Saga Édition (« édition Saga »), qui s'éloigne encore davantage du système D20 d'origine. Cependant, la révision de 2002 et l'édition Saga de 2007 sont jugées trop peu rentables et ne sont pas traduites en français.

## Star Wars FFG (FFG, 2012)

### Historique
En janvier 2010, Wizards of the Coast annonce qu'elle ne renouvelle pas la licence Star Wars d'exploitation de jeux. Celle-ci prend fin en mai 2010 et reste libre jusqu'au mois d'août 2011, lorsqu'elle est acquise par l'éditeur américain Fantasy Flight Games, qui publie l'année même deux jeux situés dans l'univers de Star Wars : un de cartes et un autre de figurines. Ce n'est qu'un an plus tard, en août 2012, que FFG publie le jeu de rôle de Star Wars, le troisième dans l'histoire des jeux de rôle.
En 2020, le groupe Asmodée (qui possède le studio FFG) restructure ses filiales et confie à Edge Studio le développement de son portfolio de jeux de rôles, y compris le jeu de rôle Star Wars,.

### La gamme Edge Studio
Le jeu se décline en trois principales gammes compatibles :
- Aux Confins de l'Empire (Edge of the Empire) (2012 pour la version bêta, 2013 pour la version définitive, 2014 pour la version française) : le jeu se déroule dans les zones reculées de l'Empire, et met typiquement en scène des personnages en marge de la société galactique avec les carrières de Contrebandiers bourlingueurs, Mercenaires lourdement armés, Chasseurs de primes impitoyables, Colons touche-à-tout, Mécaniciens bricoleurs et Explorateurs insaisissables ;
- L'Ère de la Rébellion (Age of Rebellion) (2014 pour la version originale, 2015 pour la version française) : le jeu se déroule à la même époque, mais met davantage l'accent sur la guerre entre l'Empire Galactique et l'Alliance Rebelle ; il propose de jouer des personnages plus impliqués dans ce conflit avec les carrières de Soldats militarisés, Diplomates politiciens, Pilotes agiles, Espions rusés, Ingénieurs constructeurs et Stratèges chefs de guerre ;
- Force et Destinée (Force and Destiny) (2015 pour la version originale, 2017 pour la version française) : le jeu propose de jouer un groupe d'êtres sensibles à la Force, avec des carrières entièrement bâties autour des différents modes de vie et styles de combat des Jedi : Gardiens protecteurs, Guerriers conquérants, Consulaires conciliateurs, Sentinelles vigilants, Mystiques clairvoyants et Errants ermites.

Chaque gamme dispose d'un Kit d'initiation (Beginner Game). La traduction en Français du kit pour l'Ère de la Rébellion, un temps abandonnée, a été annoncée pour une sortie prévue en 2023.
Les trois gammes utilisent les mêmes règles. Celle-ci mettent en œuvre des dés spéciaux, comportant des symboles, ainsi que des dé à cent faces (d100).

#### Autres suppléments
Un certain nombre de suppléments "hors gammes" s'attachent à des aspects particuliers de l'univers Star Wars :
- Un diptyque sur la guerre des clones (Rise of the Separatists centré sur le début de la Guerre des clones, et Collapse of the Republic dédié davantage à la fin de cette guerre), chacun proposant de nouvelles spécialisations et carrières (permettant par exemple de jouer un Clone ou un Jedi) et des profils officiels pour de nombreux personnages nommés de la Saga ;
- Un module sur l'apparition des mouvements d'opposition dans les débuts de l'Empire (Dawn of Rebellion) ;
- Trois suppléments "compendium" regroupant une partie des éléments de la gamme présentés dans les autres livres (Starship & Speeders pour les véhicules, Allies & Adversaries pour les personnages non-joueurs, Gadgets & Gears pour l'équipement des personnages) ainsi que quelques entrées inédites (par exemple, les règles pour jouer les Ewoks ou mettre en scène Dark Vador).

### Récompenses
Star Wars - Edge of the Empire a reçu le Grog d'or 2014, décerné par le Guide du rôliste galactique.